# Simone Fidati
Simone Fidati (Cascia, fine XIII secolo – Firenze, 2 febbraio 1338) è stato un agostiniano italiano, venerato come beato dalla Chiesa cattolica.

## Biografia
Studiò le scienze naturali ma poi Angelo Clareno lo indirizzò agli studi religiosi; vestì l'abito agostiniano e divenne un predicatore instancabile. Dai suoi scritti risulta influenzato da Aurelio Agostino, papa Innocenzo III e Angelo Clareno. Giovanni di Salerno (1317-1388) fu suo discepolo per diciassette anni.
Operò fra l'altro a Perugia e Siena e diverse volte a Firenze. A Firenze fondò il convento di santa Elisabetta delle Convertite e difese gli spirituali francescani, inoltre i Priori gli vietarono la predicazione. Si ammalò a Roma.

## Culto

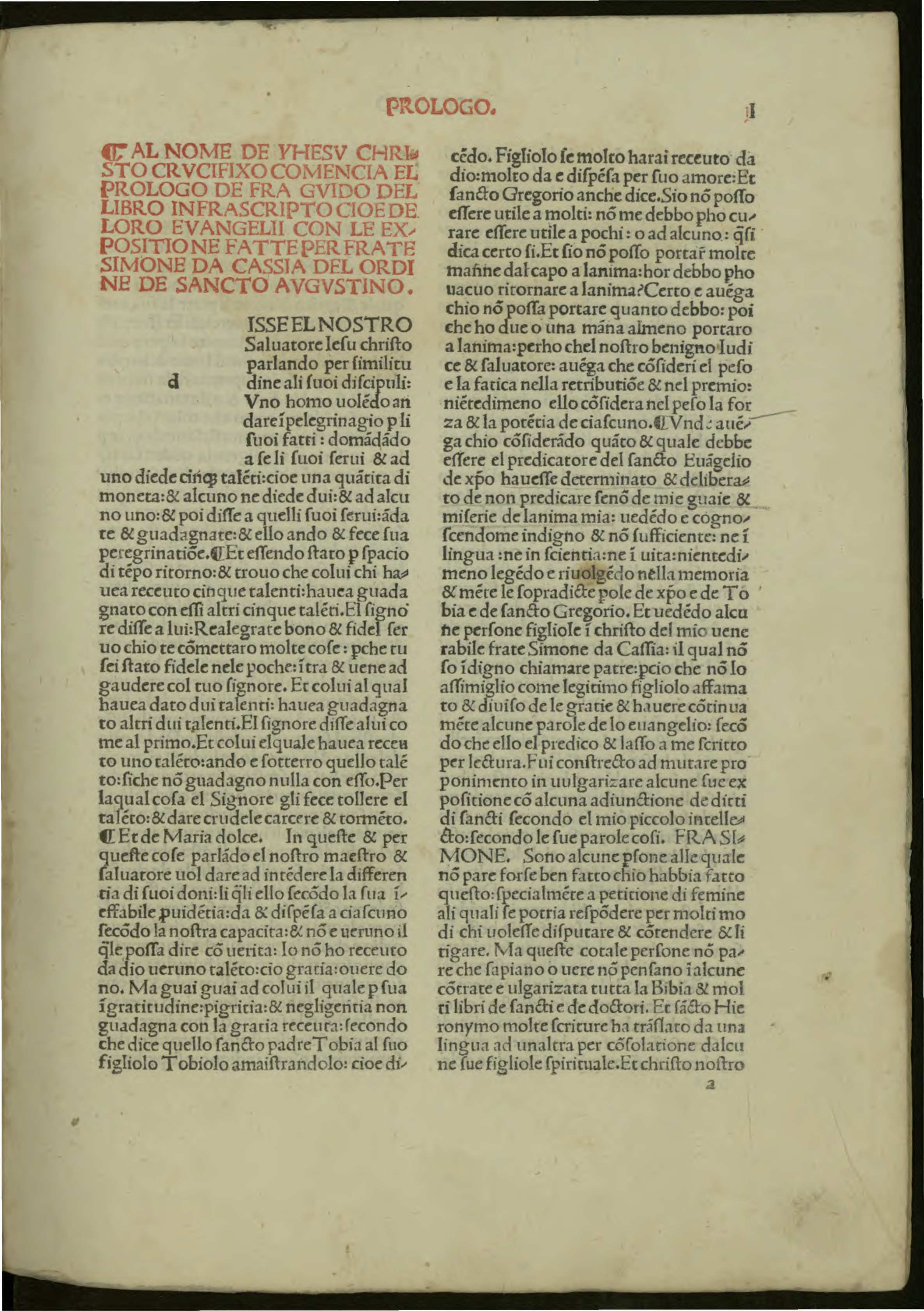
Expositio super totum corpus Evangeliorum, 1486

La Chiesa cattolica lo ha proclamato beato e lo commemora il 2 febbraio:
(Martirologio Romano)
Nel calendario agostiniano la sua memoria liturgica ricorre il 16 febbraio.

## Opere
- Evangelio [Expositio super totum corpus Evangeliorum], Venezia, Annibale Fossi, 1486.